# 日本産新鉱物
日本産新鉱物（にほんさんしんこうぶつ）は、日本で新たに発見され、国際的に公認された鉱物である。天然で新たに発見された新鉱物は国際鉱物学連合（IMA）の「新鉱物および鉱物名に関する委員会（CNMMN）」に申請し、委員の過半数が参加した投票において、2/3以上の賛成を得ることにより承認される。
新鉱物の名称は、通常、その鉱物の産出地、発見者（申請者自身が発見者である場合を除く）、著名な鉱物学者、性質に基づいて命名される。名称はラテン文字で表記する（ラテン文字で表記されない言語の名称の場合は、ラテン文字に翻字する）こととされており、新鉱物の承認の投票に参加した委員から過半数の賛成を得ることにより承認される。名称の語尾には「-ite」か「-lite」をつけることが多い。
新発見された鉱物の他に、既知の鉱物が鉱物グループの定義の変更や、構造等の再検討に伴って名称・模式地等が変更されるのに伴って日本が模式地となることがある（例:ソーダ金雲母）。逆に、日本が模式地から外されたり（例:水酸エレスタド石）、独立種として否定されることもある（例:磐城鉱）。

## 日本産の新鉱物
原産地が複数の都道府県、あるいは外国と共に記載されている場合もある。

### 北海道
- 蝦夷地鉱 (Ezochiite)
- 北海道石 (Hokkaidoite)
- 幌満鉱 (Horomanite)
- 上国石 (Jokokuite)
- 加納輝石 (Kanoite)
- 三笠石 (Mikasaite)
- オホーツク石 (Okhotskite)
- 留萌鉱（Rumoiite）
- 自然ルテニウム (Ruthenium)
- ルテノイリドスミン (Rutheniridosmine)
- 様似鉱 (Samaniite)
- 初山別鉱（Shosanbetsuite）
- 苣木鉱 (Sugakiite)
- 手稲石 (Teineite)
- マンガン四面銅鉱 (Tetrahedrite-(Mn))
- 轟石 (Todorokite)
- 苫前鉱（Tomamaeite）
- 豊羽鉱 (Toyohaite)
- 渡辺鉱 (Watanabeite)

### 青森県
- 津軽鉱 (Tsugaruite)

### 岩手県
- 赤金鉱 (Akaganeite)
- 原田石 (Haradaite)
- 岩手石 (Iwateite)
- 釜石石 (Kamaishilite)
- 木下雲母 (Kinoshitalite、木下石)
- マンガニエッケルマン閃石（Mangani-eckermannite）
- 神津閃石 (Mangano-ferri-eckermannite、“Kôzulite“)
  - 現在は「マンガノフェリエッケルマン閃石」。
- 万次郎鉱 (Manjiroite 萬次郎鉱)
- 南部石 (Nambulite)
- ソーダ南部石 (Natronambulite)
- カリ第二鉄リーキ閃石 (Potassic-ferri-leakeite)
- 鈴木石 (Suzukiite)
- 田野畑石 (Tanohataite)
- わたつみ石 (Watatsumiite)
- 吉村石 (Yoshimuraite)

### 秋田県
- 阿仁鉱 (Anilite)
- 福地鉱 (Fukuchilite)
- 古遠部鉱 (Furutobeite)
- 尾去沢石 (Osarizawaite)

### 福島県
- イットリウムブリソ石 (Britholite-(Y)、“阿武隈石”)
- 灰斜プチロル沸石 (Clinoptilolite-Ca)
- （フッ素ソーダローメ石 (Fluornatroromeite)）
  - 独立種の可能性が高いが、2023年現在未申請・未承認[2]。
- 飯盛石 (Iimoriite-(Y))
- 石川石 (Ishikawaite)
  - 2023年にステータスが「Q（疑義あり）」に変更された[3]。
- （磐城鉱 (Iwakiite)）
  - 現在はヤコブス鉱の亜種扱い。
- 岩代石 (Iwashiroite-(Y))
- ミゲルロメロ石（Miguelromeroite）
  - 福島県が模式地の一つとなっている。
- 宮脇石（Miyawakiite-(Y)）
- プロトフェロ末野閃石（Proto-ferro-suenoite）
- 和田石 (Wadalite)

### 茨城県
- 日立鉱（Hitachiite）

### 栃木県
- 神保石 (Jimboite)
- プロトフェロ末野閃石（Proto-ferro-suenoite）

### 群馬県
- アンモニウム白榴石 (Amminioleucite)
- 桐生石（Kiryuite）
- 群馬石 (Gunmaite)
- 長島石 (Nagashimalite)
- （ソーダ明礬石-2c (Natroalunite-2c、“南石“)）
  - 現在はソーダ明礬石のポリタイプ扱い。
- 鈴木石 (Suzukiite)
- セリウムバナジウム赤坂石（Vanadoakasakaite-(Ce)）
- 若林鉱 (Wakabayashilite)

### 埼玉県
- （水酸エレスタド石 (Hydroxylellestadite)）
  - 再検討に伴い、2010年に模式地がアメリカ合衆国カリフォルニア州に変更された。
- 種山石 (Taneyamalite)

### 千葉県
- 千葉石 (Chibaite)

### 東京都
- 多摩石 (Tamaite)
- 東京石 (Tokyoite)

### 神奈川県
- 湯河原沸石 (Yugawaralite)

### 新潟県
- 亜鉛ビーバー石 (Beaverite-(Zn))
- 新潟石 (Niigataite)
- 灰エリオン沸石 (Erionite-Ca)
- 糸魚川石 (Itoigawaite)
- 松原石 (Matsubaraite)
- 青海石 (Ohmilite)
- 蓮華石 (Rengeite)
- ストロンチウム斜方ホアキン石 (Strontio-orthojoaquinite、奴奈川石)

### 山梨県
- 苦土フォイト電気石 (Magnesiofoitite)
- マンガノパンペリー石 (Pumpellyite-(Mn2+))

### 岐阜県
- ソーダ金雲母 (Aspidolite)
- セリウムヒンガン石 (Hingganite-(Ce))
- 神岡鉱 (Kamiokite)
- 定永閃石 (Sadanagaite)

### 静岡県
- 河津鉱 (Kawazulite)
- 欽一石 (Kinichilite)

### 愛知県
- 浅葱石 (Asagiite)
- 中宇利石 (Nakauriite)
- 白水雲母 (Shirozulite 白水石)

### 三重県
- 伊勢鉱 (Iseite)
- （苦土ジュルゴルド石 (Julgoldite-(Mg))）
  - 実態としては存在しておらず、誤認と考えられている[4]。
- 苦土イットリウムローランド石 (Magnesiorowlandite-(Y))
- 三重石 (Mieite-(Y))
  - 旧名は「イフティシ石」。
- ランタンピータース石（Petersite-(La)）
- カリフェロパーガス閃石 (Potassic-ferro-pargasite)
- ランタンバナジウム褐簾石 (Vanadoallanite-(La))
- ランタンフェリ赤坂石 (Ferriakasakaite-(La))
- ランタンフェリアンドロス石 (Ferriandorosite-(La))
- オキシイットロベタフォ石 (Oxyyttrobetafite-(Y))
  - 定義消滅後に初めて公認されたベタフォ石（英語版）。

### 滋賀県
- 益富雲母 (Masutomilite)
- 滋賀石 (Shigaite)

### 京都府
- 河辺石 (Kobeite-(Y))
- 園石 (Sonolite)

### 大阪府
- 箕面石 (Minohlite)
- 大阪石 (Osakaite)

### 兵庫県
- 生野鉱 (Ikunolite)
- ペトラック鉱 (Petrukite)
- 櫻井鉱 (Sakuraiite 桜井鉱)

### 奈良県
- 大峰石 (Ominelite)

### 鳥取県
- 人形石（Ningyoite）

### 島根県
- フェリぶどう石（Ferriprehnite）
- 都茂鉱 (Tsumoite)

### 岡山県
- 備中石 (Bicchulite)
- 千代子石（Chiyokoite）
- 単斜トベルモリー石 (Clinotobermorite)
- 布賀石 (Fukalite)
- 逸見石 (Henmilite)
- 草地鉱 (Kusachiite)
- 三原鉱 (Miharaite)
- 森本柘榴石 (Morimotoite)
- ソーダフッ素魚眼石 (Fluorapophyllite-(Na), "Apophylite-(NaF)")
- 人形石 (Ningyoite)
- 沼野石 (Numanoite)
- 岡山石 (Okayamalite)
- 大江石 (Oyelite)
- パラシベリア石 (Parasibirskite)
- プロト直閃石 (Proto-anthophyllite)
- 島崎石 (Shimazakiite)
- 褐錫鉱 (Stannoidite)
- 武田石 (Takedaite)
- アマテラス石(Amaterasuite)

### 広島県
- 砥部雲母 (Tobelite 砥部石)
- 布賀石 (Fukalite)

### 山口県
- 阿武石（Abuite）

### 香川県
- 上田石 (Uedaite-(Ce))

### 愛媛県
- 愛媛閃石　(Chromio-pargasite、"Ehimeite")
- フェロフェリホルムクイスト閃石 (Ferro-ferri-holmquistite)
- カリ第一鉄定永閃石 (Potassic-ferro-sadanagaite)
- カリ定永閃石 (Potassic-sadanagaite)
- 杉石 (Sugilite)
- 桃井柘榴石 (Momoiite)
- 村上石 (Murakamiite)
- 高縄石 (Takanawaite-(Y))
- 高根鉱 (Takanelite)
- 砥部雲母 (Tobelite 砥部石)

### 高知県
- ストロンチウム緑簾石 (Epidote-(Sr))
- ストロナルシ石 (Stronalsite ストロナ長石)
- ネオジムウェークフィールド石 (Wakefieldite-(Nd))
- 豊石（Bunnoite)

### 福岡県
- 宗像石 (Munakataite)

### 佐賀県
- イットリウムラブドフェン (Rhabdophane-(Y))
- 肥前石 (Hizenite-(Y))
- 木村石 (Kimuraite-(Y))
- ネオジム弘三石 (Kozoite-(Nd))
- ランタン弘三石 (Kozoite-(La))

### 長崎県
- ソーダレビ沸石 (Levyne-Na)

### 熊本県
- 芋子石 (Imogolite)
- 三千年鉱（Michitoshiite-(Cu)）
- 皆川鉱（Minakawaite）
- 不知火鉱（Shiranuiite）
- 種山石 (Taneyamalite)

### 大分県
- 足立電気石 (Adachiite)
- 宮久石 (Miyahisaite)
- パラ輝砒鉱 (Pararsenolamprite)
- 亜砒藍鉄鉱 (Parasymplesite)

### 鹿児島県
- 原田石 (Haradaite)
- 大隅石 (Osumilite)

### 一部で認められているもの
以下に掲載されているのは、既存種の変種や人工物など、鉱物種として認められる要件を満たしていない可能性がある。
- 釣魚島石 (Diaoyudaoite) - 沖縄県
  - 工場の廃棄物由来の可能性が指摘されている[5]。
- 恵那石 (Enalite) - 岐阜県
  - ケイ酸とトリウムを含むゼノタイム（英語版）、ゼノタイムとトール石の混合物、などの説が提唱されている[6]。
- 片山石 (Katayamalite) - 愛媛県
  - バラトフ石（英語版）と同一の可能性が高い[7]（正確には、フッ素が卓越するバラトフ石の水酸基卓越体として承認されたが、1993年にバラトフ石自体が水酸基卓越と判明している）。

### 領有権問題があるもの
以下に掲載されているのは、日本が領有権を主張しており、領有権問題がある産地の鉱物である。
- アブラモフ鉱 (Abramovite) - 択捉島
- カドモインダイト (Cadmoindite) - 択捉島
- クドリャブイ鉱 (Kudriavite) - 択捉島
- レニウム鉱 (Rheniite) - 択捉島
- 釣魚島石 (Diaoyudaoite) - 魚釣島